# Сяргозеро (озеро, Пудожский район)
Сяргозеро — пресноводное озеро на территории Кубовского сельского поселения Пудожского района Республики Карелии.

## Общие сведения
Площадь озера — 1,3 км². Располагается на высоте 100,6 метров над уровнем моря.
Форма озера лопастная, треугольная. Берега изрезанные, каменисто-песчаные, преимущественно возвышенные.
Из залива на западной стороне Сяргозера берёт начало ручей Рубцов, который впадает с правого берега в реку Корбу, в свою очередь, впадающую в Салмозеро. Из Салмозера вытекает река Пизьма, приток реки Водлы, впадающей в Онежское озеро.
По центру озера расположен один относительно крупный (по масштабам водоёма) остров без названия.
К северо-востоку от озера проходит лесовозная дорога.
Населённые пункты вблизи водоёма отсутствуют.
Код объекта в государственном водном реестре — 01040100411102000019403.